# Princesse de Landover
 (mars 2023).
Si vous disposez d'ouvrages ou d'articles de référence ou si vous connaissez des sites web de qualité traitant du thème abordé ici, merci de compléter l'article en donnant les références utiles à sa vérifiabilité et en les liant à la section « Notes et références ».
Princesse de Landover est un roman de médiéval-fantastique écrit en 2009 par Terry Brooks. Il s'agit du sixième roman de la série Le Royaume magique de Landover. 

## Résumé des trois premiers chapitres
Hiver  1996 : Cela fait cinq ans que la sorcière Nocturna est coincée sur terre sous sa forme de corbeau dans le zoo du parc de Woodland à Seattle. Au même moment, son ancienne apprentie Mistaya, la fille du roi Ben Holiday se fait renvoyer de la prestigieuse école préparatoire de Carrington en Nouvelle-Angleterre. La princesse décide alors de quitter la Terre pour rejoindre son monde natal de Landover. Alors qu'elle s'approche du château royal de Bon Aloi, Mistaya découvre son vieil ami le gnome cavernicole Poggwydd saucissonné à une branche d'un arbre. Elle le délivre alors de son entrave...

## Personnages principaux
- Mistaya, princesse de Landover.
- Thom, documentaliste à Libiris.
- Poggwydd et Shoopdiesel, gnomes cavernicoles amis de Mistaya.
- Rufus Pinch, superviseur à Libiris.
- Craswell Crabbit, enchanteur responsable de Libiris.

## Éditions françaises
- 2010 : Princesse de Landover, éditions Bragelonne, traduction de Isabelle Pernot (format livre).